# Constantin Alexandru Rosetti

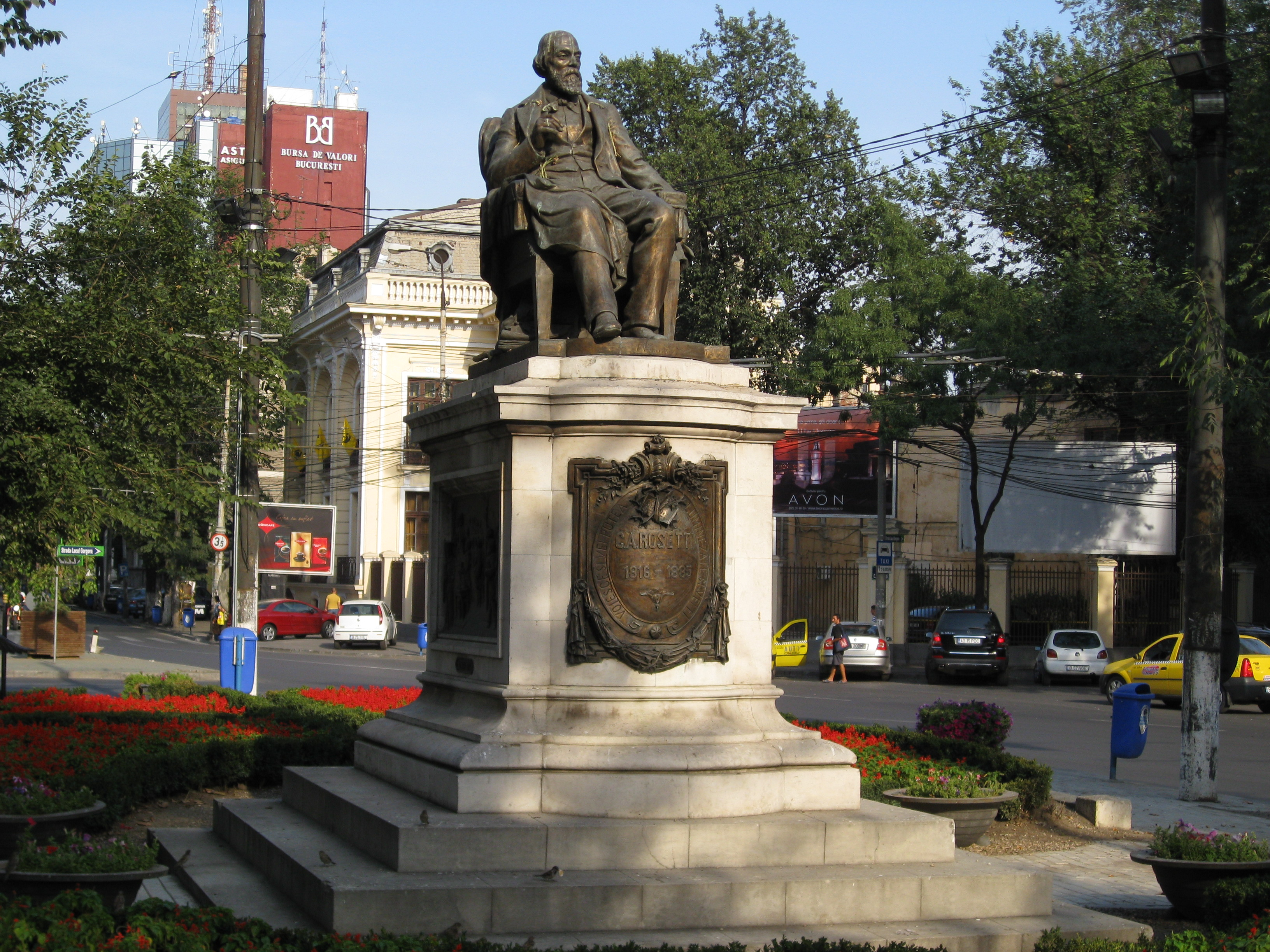
Rosetti szobra Bukarestben

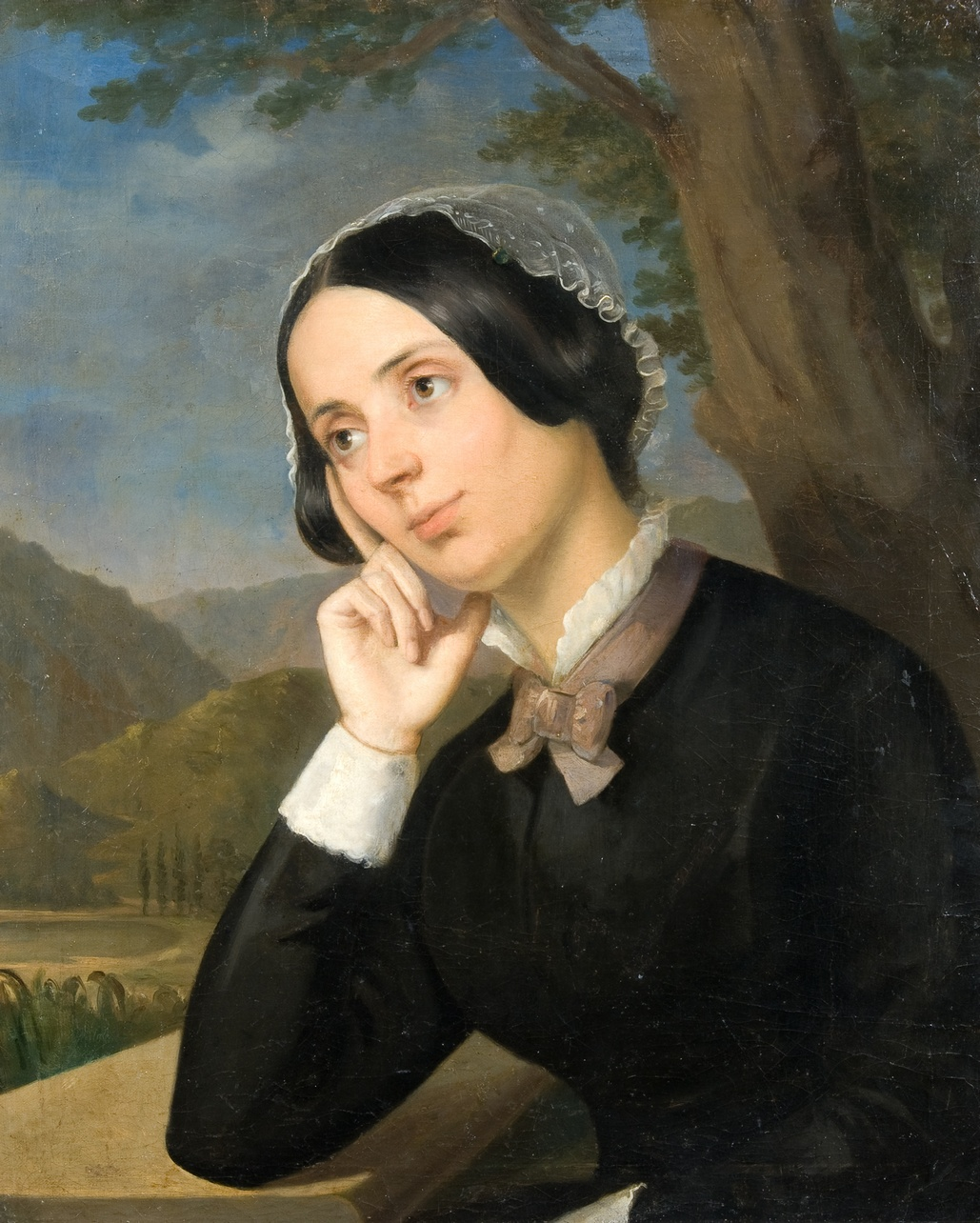
Maria Rosetti

Constantin Alexandru Rosetti (Bukarest, 1816. június 2. – 1885. április 8.) román politikus, publicista, az 1848-as havasalföldi forradalom egyik vezetője. Több ízben volt a Képviselőgyűlés elnöke (1876. június 25. – 1877. március 28., 1877. április 17. – 1878. május 26., 1878. november 15. – 1879. március 25., 1879. május 30. – 1881. június 9., 1883. május 16. – október 17.), belügyminiszter (1878. május   26. – november 17. és 1881. június 9. – 1882. január 25.) Ion Constantin Brătianu kormányában.

## Élete
Apai és anyai ágon egyaránt régi bojár családból származott. Tanulmányait a családi házban, magántanítóval kezdte, majd francia nyelvet tanult a Sfântul Sava Líceumban. 16 évesen belépett a hadseregbe, ahol Alexandru Dimitrie Ghica fejdedelem adjutánsa lett. 1836-ban elhagyta a katonai pályát, és a kultúrának szentelte magát.  Egyik alapítója volt a Filharmóniai Társaságnak és a bukaresti Nemzeti Színháznak, kipróbálta magát színészként, verseket írt, valamint angol és francia szerzőktől fordított. Eric Winterhalderrel közösen nyomdát alapított és könyvesboltot nyitott, és egyik alapítója volt a Frăţia (Testvériség) nevű titkos társaságnak.
1843-ban megjelent a Ceasuri de mulțumire (Megelégedés órái) című verseskötete. Ekkor már piteşti-i rendőrfőnök volt, 1845-ben pedig a bukaresti kereskedelmi bíróságra került. Ugyanabban az évben lemondott ez állásról is, és Párizsba ment, ahol Edgar Quinet, Jules Michelet és Adam Mickiewicz előadásait látogatta, ugyanakkor a "l’Athenee de Etrangers" és a "La Rose du parfait silence" szabadkőműves páholyokban tevékenykedett. Részt vett a párizsi román diákegyesület megalapításában is.  Demokrata eszmékkel telten tért haza, és 1847 végén egy forradalmi bizottságot alakított. 1848-ban börtönbe került, de a nép kiszabadította. A forradalom alatt tagja volt a forradalmi bizottság végrehajtó testületének, 1848. június 11-étő pedig Bukarest rendőrfőnöke, az ideiglenes kormány titkára és belügyminiszter lett, és megalapította a Pruncul român (A román gyermek) című forradalmi lapot.
A forradalom után Rosetti Franciaországba menekült, és fontos szerepet játszott a nyugati román emigráció  életében. Két lapot is alapított itt România viitoare (A jövendő Románia) és Republica română (A román köztársaság) címmel (1849). Ugyanezen évben egy felhívást tett közzé az összes elnyomott népek vezetőihez (Apel către toate partidele), majd a román forradalom apologiáját (Apologia revoluţiunii române) és a falusi ember katekizmusát (Cathehismul săteanului) írta meg, ez utóbbit Ion Constantin Brătianuval.
1857-ben az orosz protektorátus megszűnése után Rosetti is visszatért hazájába. 1857. augusztustól jelent meg Românul (A román) című új lapja. Tagja volt 1857-ben a havasalföldi ad-hoc gyűlésnek, valamint 1859-ben a választói gyűlésnek, amelyek a Moldvával való egyesülést készítették elő. Eleinte lelkesen támogatta, hogy Havasalföld trónjára is a moldvai fejedelem, Alexandru Ioan Cuza kerüljön. Cuza uralkodása alatt, 1859-ben a bukaresti Nemzeti Színház igazgatójává nevezték ki, és rövid ideig (1860. május 28. – július 5.) kultusz- és közoktatási miniszterként is tevékenykedett Nicolae Golescu kormányában.
1864-től kezdve részt vett Cuza fejedelem megbuktatásában. Az Károly fejedelem alatti első kormányban igazságügyminiszter lett. Egyike volt az 1867-ben alakult Societatea Literară Română, a későbbi Román Akadémia alapítóinak. Mivel elégedetlen volt Károly óvatos uralkodásával, 1870. augusztusban és 1871. márciusban részt vett az antikarlista megmozdulásokban. A konzervatívok uralma idején (1869-76) mint képviselő és hírlapíró fejtett tevékenykedett. Ez idő alatt szerkesztett még két lapot: a Libertatea és Consciența naţionala (Nemzeti öntudat) lapokat. Egyike volt Nemzeti Liberális Párt alapítóinak és vezetőinek. 1882-ben újra miniszter lett, de csak rövid ideig, mert meghasonlott fiatalkori barátjával, az akkori miniszterelnök Ion C. Brătianuval, aki mérsékeltebb liberális álláspontot képviselt a forradalmár Rosettivel szemben.
Munkáit Scrieri din junețe (Ifjúkori írások) címen fiai, Mircea és Vintilă adták ki (Bukarest, 1886, 2 köt.).

## Családja
1840-ben ismerte meg Mary Grantet, a bukaresti brit konzul, Effingham Grant nővérét, akivel 1847. augusztus 31-én házasodtak össze. (A férjezett nevén híressé vált Maria Rosetti az első román újságírónő.) Nyolc gyermekük született: Mircea, Ion, Vintila, Horia, Elena-Maria, Toni, Floricel és Libertatea Sophia.